# Jack Tar

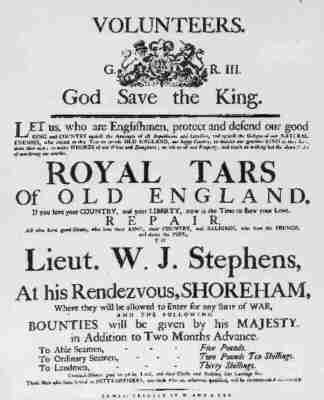
Poster de recrutement durant les guerres napoléoniennes

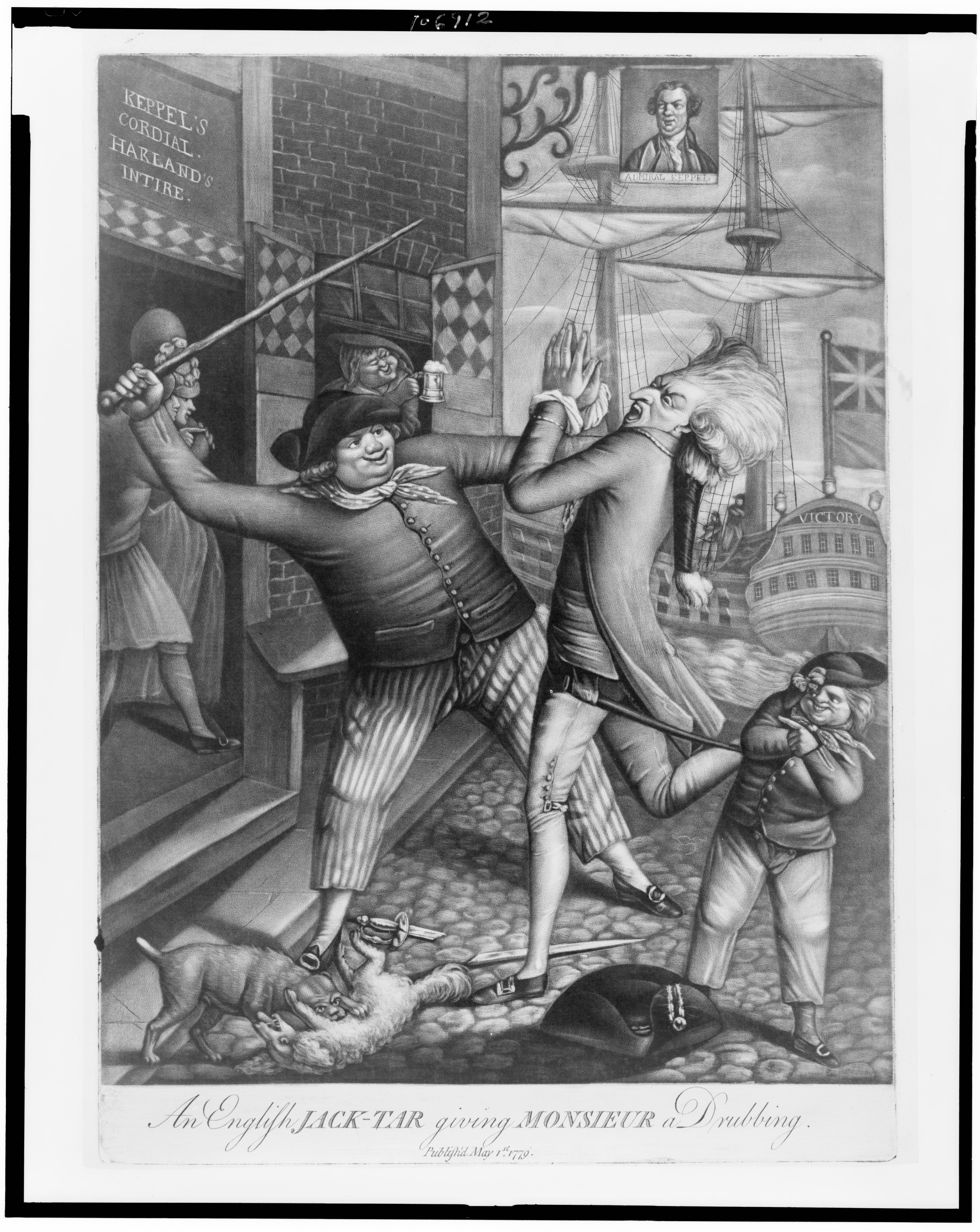
An English jack-tar giving monsieur a drubbing. 1779. Caricature montrant un marin anglais, Jack Tar, frappant un noble français avec une canne pendant que le chien attaque le caniche de l'homme; l'enseigne au-dessus de porte du pub indique "Keppel's cordial. Harland's intire", le portrait de l'amiral Augustus Keppel est l'enseigne du pub. Navire de guerre britannique "" en arrière-plan. Le marin britannique, Jack Tar, en pantalon à rayures avec gourdin, a toujours été un personnage populaire dans les caricatures. Dans un contraste typique des types nationaux, il blesse un Français maigre et dandifié. La gravure célèbre également le récent acquittement d’une cour martiale injustifiée de l’amiral Augustus Keppel, et l’inscription sur la porte de la taverne de « Keppel's Cordial, Harland's Intire » fait référence à lui et à son jeune officier.

Jack Tar (également Jacktar, Jack-tar ou Tar) est un terme anglais courant utilisé à l'origine pour désigner les marins de la marine marchande britannique ou de la marine royale, en particulier pendant de l'empire britannique. Lors de la Première Guerre mondiale, ce terme était utilisé comme surnom pour ceux de la marine américaine. Le peuple et les gens de mer eux-mêmes ont utilisé ce nom pour identifier les personnes qui ont pris la mer. Le terme n’était pas péjoratif, et les marins étaient heureux de l’utiliser pour s’identifier.

## Étymologie.
Les historiens débattent sur l’origine de "Jack", mais c’était un générique fréquemment utilisé qui identifiait la masse des gens ordinaires. Il existe plusieurs étymologies plausibles pour la référence à "tar":
- À l'ère des voiliers en bois, le gréement d'un navire était une corde en chanvre, qui pourrissait rapidement dans un environnement aussi humide. Pour éviter cela, les cordes et les câbles des manœuvres dormantes étaient imbibées de goudron, qui devait être reconstitué à l'aide de goudronnage[5].
- Les marins étaient connus pour «goudronner» (to tar) leurs vêtements avant de partir en voyage afin de les rendre imperméables, avant l'invention des tissus imperméables. Plus tard, ils portaient fréquemment des manteaux et des chapeaux fabriqués dans un tissu imperméable appelé tarp (tarpaulin, bâche). Le mot a peut-être été abrégé en « tar » à un moment donné[4].
- Il était courant chez les marins de tresser leurs longs cheveux en queue de cheval et de les enduire de goudron de qualité supérieure pour éviter qu'ils ne se prennent dans l'équipement du navire[2].

## Usages
- L'opérette de Gilbert et Sullivan, H.M.S. Pinafore, sous-titré The Lass That Loved a Sailor, utilise fréquemment le synonyme « tar » dans ses dialogues, y compris les chansons The Merry Maiden and the Tar et A British Tar.
- Une œuvre de John Philip Sousa moins connue était sa Jack Tar March, écrite en 1903, qui comportait le The Sailor's Hornpipe, un de ses arrangements.
- Jack Tar: Life in Nelson’s Navy, best-seller de non-fiction écrit par Roy et Lesley Adkins sur la vie réelle des marins au temps de Nelson[6].
- La chanson folklorique anglaise traditionnelle Go to Sea Once More (alternativement intitulé Jack Tarr the Sailor) raconte l'histoire d'un marin du nom de Jack Tarr qui perd tout après une escapade alcoolique déconseillée alors qu'il était à terre à Liverpool.
- La chanson folklorique anglaise traditionnelle Jacky Tar, chantée par Eliza Carthy (déjà collecté et chanté par A. L. Lloyd comme Do Me Ama): Roud 511; Laws K40; Ballad Index LK40[7].
- John Adams a appelé la foule impliquée dans le massacre de Boston "a motley rabble of saucy boys, negros and molattoes, Irish teagues and outlandish jack tarrs."[8].
- Heart of Oak, la marche officielle de la Royal Navy, contient les lignes « Heart of oak are our ships, jolly tars are our men. »
- Rollins College de Winter Park (Floride) choisit le "Tar" comme sa mascotte[9].
- Les personnes nées à Swansea au Royaume-Uni sont connus comme "Jacks" ou "Swansea Jacks." L'une des explications de ce nom est que les habitants de Swansea avaient la réputation d'être des marins qualifiés et que leurs services étaient très recherchés par la marine[10].
- Dans la comédie/thriller de Anthony Shaffer, Le Limier, le plus important des automates d'Andrew Wyke est Jolly Jack Tarr, the Jovial Sailor. Ce personnage grandeur nature rit et son corps tremble de manière appropriée en appuyant sur un bouton de la télécommande. Il est dans plusieurs scènes, y compris celle où un indice d'un meurtre est caché sur la personne de Jolly Jack Tarr.
- Le terme forme la base de l'expression « I'm alright, Jack », ce qui signifie un suffisance aux dépens des autres.
- Les écrivains d'époque ont souvent évoqué la simplicité de Jack Tar, et lorsqu'il était présenté comme un homme ivre et un coureur de jupons, la morale de l'histoire était qu'il était une proie facile pour les femmes, les patrons de bistro et les gardiens de pension.